# أنتوني ماكراكين
أنتوني ماكراكين (بالإنجليزية: Anthony McCracken)‏ (11 مايو 1983 - ) هو ملاكم أسترالي، صنّف ضمن فئة وزن الكروزر (ملاكمة).

## روابط خارجية
- أنتوني ماكراكين على موقع بوكس ريك (الإنجليزية) (registration required)